# Гоуд, Джим
Джим Гоуд (англ. James Thaddeus "Jim" Goad, родился 12 июня 1961, Ридли Парк, штат Пенсильвания, США) — американский журналист, издатель, писатель, получивший известность благодаря самостоятельно изданному журналу ANSWER Me!. Популярный американский писатель Чак Паланик заметил, что «Джим Гоуд брутально честен, но при этом не старается быть корректным», добавив, что «поскольку большинство моих друзей не хочет иметь ничего общего с Джимом, мне не было выгодно публично заявлять о данной симпатии».
Любимые авторы Джима — Федор Достоевский и Генри Луис Менкен (англ. Henry Louis Mencken).

## The Redneck Manifesto
Первая книга Джима — The Redneck Manifesto (англ.«Манифест реднека»), выпущенная в 1997 году нью-йоркским издательством Simon & Schuster. Это сатирико-социологическое исследование жизни американского пролетариата, к которому автор относит и себя (Джим Гоуд — сын водопроводчика и официантки), говорит о том, что миф о вине белых жителей США перед бывшими чернокожими рабами генерируется богачами для защиты своего капитала. Гоуд рассказывает о белых рабах и черных рабовладельцах, цитирует неизвестные широкой публике слова знаменитых американцев прошлого. Увлекательности чтению добавляет острый юмор, а объективность подтверждает обширный список использованной литературы.

## ANSWER Me!
Журнал ANSWER Me!, который Джим со своей женой Дебби Гоуд (умерла от рака в 2000 г.) выпускал ежегодно с 1991 по 1994 год, проживая в Лос-Анджелесе, до сих пор являет собой образец качества американского самиздата. Однако, ввиду экстремальности контента (энциклопедии убийц и самоубийц, эссе на темы насилия и ненависти, фотографии из архивов судебной медицины и т. п.), он несколько раз служил причиной судебных разбирательств. Гоуда обвиняли в том, что начитавшись журнала, три британских студента покончили с собой, а бывший военнослужащий Франциско Мартин Дюран выпустил 29 пуль по Белому Дому. Вина автора доказана не была.
Последнее переиздание трех первых выпусков журнала под одной обложкой осуществило балтиморское издательство Scapegoat publishing Архивная копия от 1 февраля 2022 на Wayback Machine. Четвертый выпуск, посвященный теме изнасилования, официально ограничен в циркуляции.
Кроме Джима и Дебби в производстве контента для издания приняли участие режиссёр и художник Ник Бугас, андеграундный артист Шаун Партридж, музыкант и философ Бойд Райс и многие другие. Выпуски журнала содержат интервью с такими персонами и коллективами, как Тимоти Лири, Антон Лавей, Русс Мейер, Public Enemy, Geto Boys и т. д.
По признанию основателей журнала Vice Архивная копия от 6 февраля 2016 на Wayback Machine, на создание своего детища их вдохновил именно ANSWER Me!.

## Shit Magnet
В 1998 году, проживая в Портленде, Джим все же попадает в тюрьму за избиение своей подруги Энн Райан. Отсидев два года, Джим выходит на свободу. Записки, сделанные в тюремной камере, через два года облечены в книгу Shit Magnet (англ.«Магнит для дерьма»). В ней Джим подвергает анализу тему вины, а также и американскую тюремную систему.
Издание книги осуществлено в 2002 году лос-анджелесским издательским домом Feral House.
Русский перевод «Магнита для дерьма» вышел на московском издательстве «Кислород» в ноябре 2009 года.

## Gigantic Book Of Sex
Также перу Джима принадлежит книга Gigantic Book Of Sex. Это сборник статей, написанных автором для ресурса http://xmag.com Архивная копия от 26 марта 2022 на Wayback Machine, обозревающего сексуальную индустрию Портленда.

## Спектр деятельности
Гоуд проявил себя не только как писатель и журналист. Он уделяет большое внимание своему порталу Архивная копия от 8 октября 2008 на Wayback Machine, и находящемуся на нем форуму Netjerk Lounge с участием друзей и единомышленников. В разное время на его форуме были такие участники, как Паттон Освальд, Адам Парфрей, и т. д.
Джим пользуется компьютерами Apple и уже в начале 90-х освоил первый издательский программный пакет этой компании. Благодаря самостоятельно полученным навыкам графического дизайна, автор принимает непосредственное участие в оформлении своих публикаций.
Гоуд нередко ездит по городам США, читая свои работы, пробует себя в качестве артиста разговорного жанра. В качестве сольного исполнителя Джим объездил многие города США, выступая вместе с группой Power Of County.
Начиная с 2010 года Гоуд на постоянной основе пишет для веб-сайта Taki’s Magazine Архивная копия от 25 марта 2022 на Wayback Machine, в 2011 году стал его редактором. В том же 2011 Джим Гоуд получает предложение работать на радио, его передача находится в стадии разработки. В 2012 году Джим Гоуд стал редактором портала http://streetbonersandtvcarnage.com Архивная копия от 15 марта 2022 на Wayback Machine.

## Личная жизнь
Джим проживает в пригороде Атланты, штат Джорджия. В 2008 году родился его сын Зейн.

## Работы
- ANSWER Me!: The First Three. Edinburgh: AK Press, 1994; Baltimore: Scapegoat Publishing, 2006. ISBN 1-873176-03-1
- The Redneck Manifesto. New York: Simon & Schuster, 1997. ISBN 0-684-83113-9
- Shit Magnet: One Man’s Miraculous Ability to Absorb the World’s Guilt. Los Angeles: Feral House, 2002. ISBN 0-922915-77-6
- Truck Drivin' Psycho (CD). Discriminate Audio, 2003 (reissue of 1996 album).
- Trucker Fags in Denial (comic book with artist Jim Blanchard). Seattle: Fantagraphics Books, 2004.
- Jim Goad’s Gigantic Book of Sex. Los Angeles: Feral House, 2007. ISBN 1-932595-20-1